# Fjölnir Reykjavík
Ungmennafélagið Fjölnir is een IJslandse omnisportvereniging uit de noordoostelijke wijk Grafarvogur van de hoofdstad Reykjavik. In 1988 werd de club opgericht. Hoewel de voetbalafdeling het meest bekend is, is de club actief in verschillende takken van sport, waaronderhandbal, karate, taekwondo, tennis, turnen en zwemmen. De traditionele kleuren zijn geel-blauw. 

## Geschiedenis
In 2002 voetbalde het standaardelftal van de mannen nog op het laagste niveau. Sindsdien beleefde Fjölnir een opmars die zijn hoogtepunt kende in 2007. Door een versoepelde promotieregeling kon het als nummer drie van de 1. deild karla voor het eerst in de geschiedenis stijgen naar de Úrvalsdeild. Men verbleef er twee seizoenen voordat men weer degradeerde naar het tweede niveau. Sindsdien pendelt de club tussen de eerste en tweede klasse. 
In 2016 werd het beste resultaat uit de clubhistorie behaald toen het als vierde eindigde in de eindrangschikking van de Úrvalsdeild.

## Eindklasseringen
- 2000 4e
3. deild karla
- 2001
3. deild karla
- 2002 3e
3. deild karla
- 2003 2e
2. deild karla
- 2004 7e
1. deild karla
- 2005 4e
2. deild karla
- 2006 3e
1. deild karla
- 2007 3e
1. deild karla
- 2008 6e
Úrvalsdeild
- 2009 12e
Úrvalsdeild
- 2010 4e
1. deild karla
- 2011 5e
1. deild karla
- 2012 7e
1. deild karla
- 2013 1e
1. deild karla
- 2014 9e
Úrvalsdeild
- 2015 6e
Úrvalsdeild
- 2016 4e
Úrvalsdeild
- 2017 10e
Úrvalsdeild
- 2018 11e
Úrvalsdeild
- 2019 2e
1. deild karla
- 2020 12e
Úrvalsdeild
- 2021 3e
1. deild karla
- 2022 4e
1. deild karla
- 2023 3e
1. deild karla
- 2024 3e
1. deild karla

- Úrvalsdeild
- 1. deild karla
- 2. deild karla
- 3. deild karla

## Bekende (oud-)spelers
- Aron Jóhannsson
- Tobias Salquist